# Řípov
Řípov (německy Rwipow, Ripau) je vesnice, část města Třebíče. Ve vesnici, tvořené dnes 18 trvale obydlenými domy, se nachází kaple Panny Marie Lurdské z 18. století. Řípov leží v nadmořské výšce 400 m n. m.
Z rozlohy katastrálního území Řípova (210 ha) ukrajuje 20 ha tzv. Nová Borovina. Část vesnice je u cesty mezi Třebíčí a Červenou Hospodou. Ve vesnici žije 69 obyvatel.

## Historie
V takzvané zakládací listině třebíčského kláštera je uveden jako Gripovici. Vždy patřil k třebíčskému panství. V okolí lze najít jaspisy a acháty a to převážně v dešťových zmolách. V okolí obce lze také nalézt rezidua s opály po zvětrávání hornin moldanubika. Roku 1558 i 1678 je zde uváděno 5 láníků. Tratě v obci se nazývaly dříve U Hařůvky, Poloděly, U Zmoly a Na Klinku. Cesta do města v podobě silnice vedoucí od nádraží Třebíč-Borovina (pojmenováno až v roce 1949, do té doby pojmenováno jako zastávka Řípov) byla vybudována až mezi lety 1922–1923, druhá silnice z obce vedoucí směrem na Červenou Hospodu byla zbudována v roce 1931. V roce 1937 došlo k připojení obce na elektrickou rozvodnou síť, ve stejném roce byla ve městě založena obecní knihovna. Dříve patřila obci i Brázdova cihelna, později se z této budovy stala střelnice policie.
Obec se v roce 1960 stala částí města Třebíče. V polovině osmdesátých let 20. století se v obecní pastoušce měli scházet dělničtí předáci socialisté. Po roce 1945 byla oblast nivy rozparcelována na další drobné pozemky a vznikla zahrádkářská kolonie, v roce 1960 pro zkrácení cesty zahrádkáři vybudovali lávku, ta byla však zničena v roce 1985 při povodni a později znovu vybudována za přispění obce.
| Rok            | 1869 | 1880 | 1890 | 1900 | 1910 | 1921 | 1930 | 1950 | 1961 | 1970 | 1980 | 1991 | 2001 |
| -------------- | ---- | ---- | ---- | ---- | ---- | ---- | ---- | ---- | ---- | ---- | ---- | ---- | ---- |
| Počet obyvatel | 102  | 108  | 162  | 156  | 222  | 274  | 121  | 156  | .    | .    | 82   | 63   | 68   |

## Pamětihodnosti
- Kaplička Panny Marie postavená mezi lety 1882–1885[4]
- Pomník obětem 1. světové války[7]

## Osobnosti
- Eduard Pokorný (1902–1979), spisovatel

## Galerie

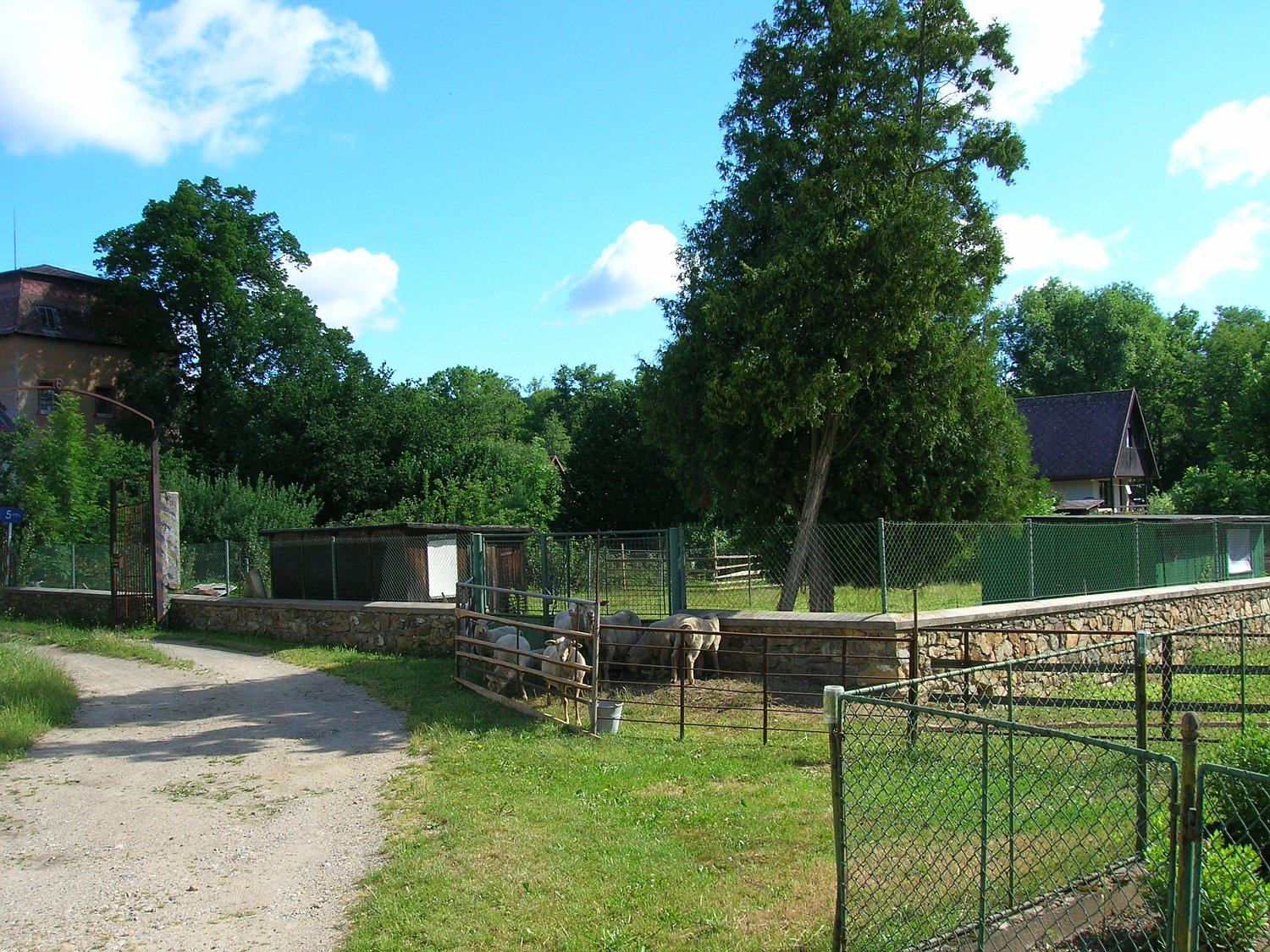
Tak jako na levém břehu Jihlavy, i její řípovský pravý břeh je hojně využíván k individuální rekreaci
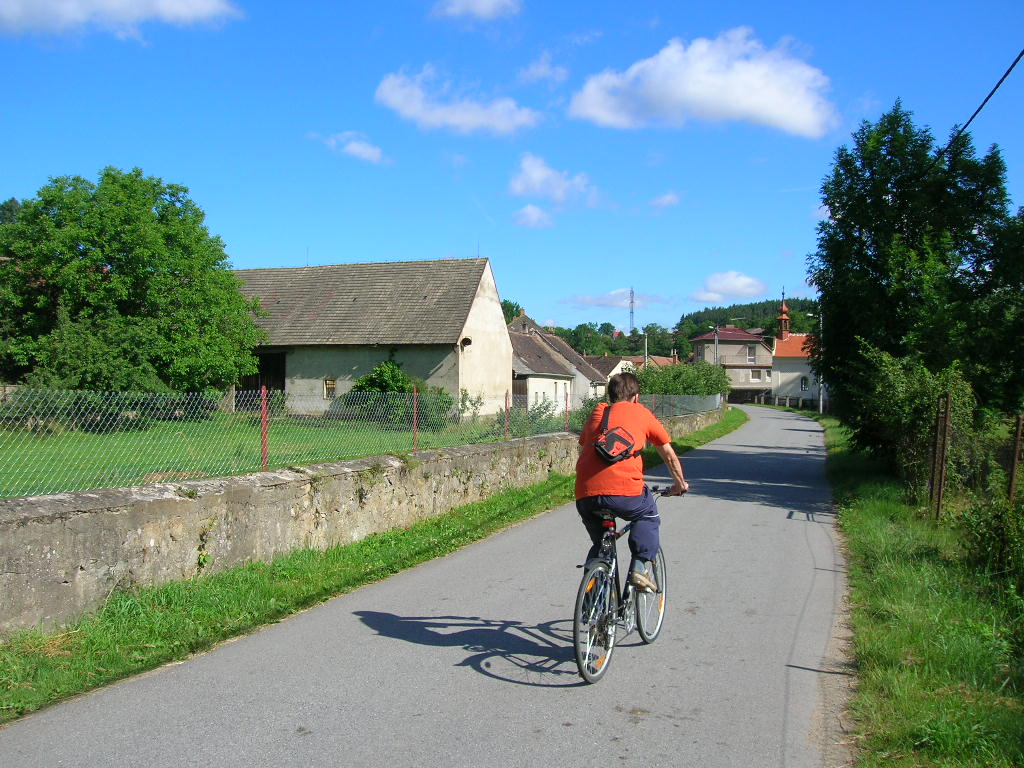
Cestu podél řeky využívají cyklisté
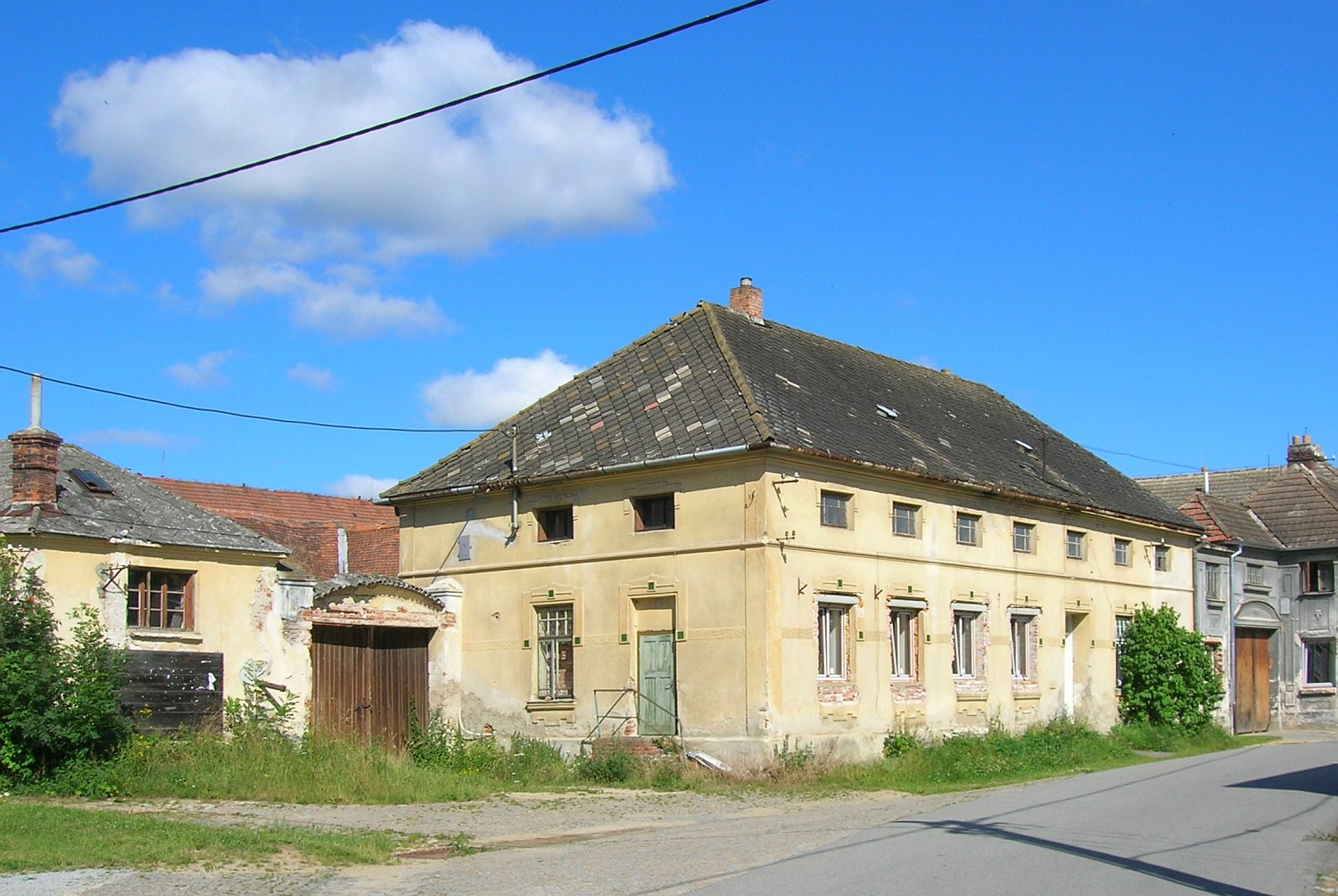
Ukázka starší řípovské hospodářské zástavby
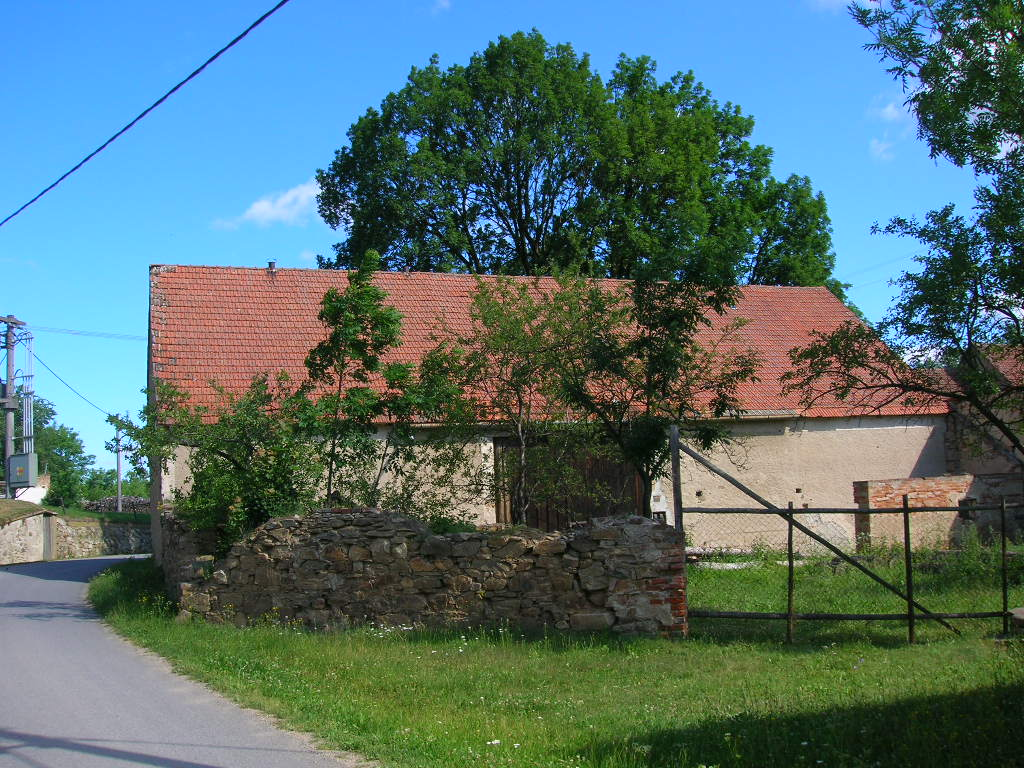
Stodola na západním okraji Řípova
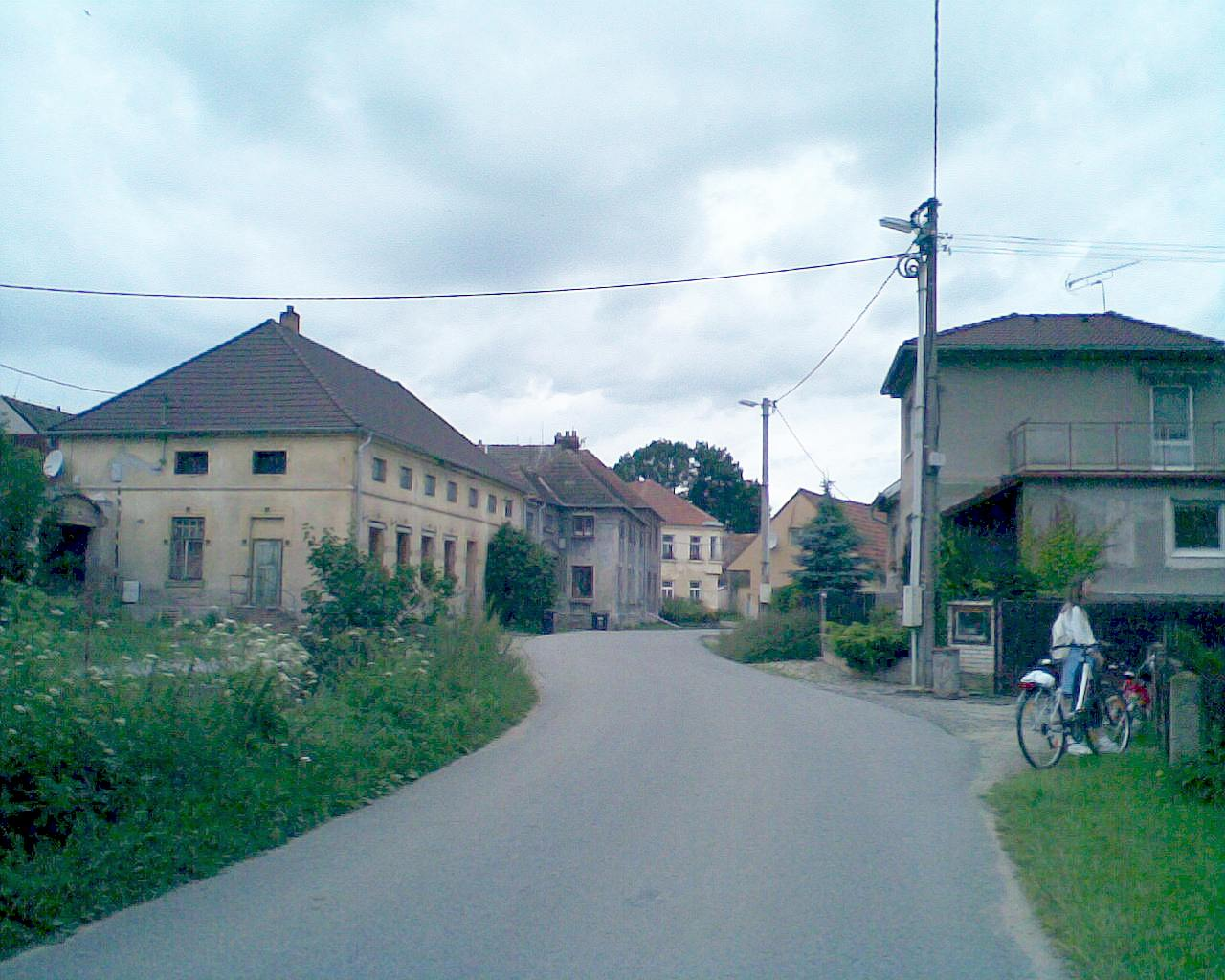
Centrum vesnice